# Ludwig Windthorst
Ludwig Johann Ferdinand Gustav Windthorst (Ostercappeln, 17 gennaio 1812 – Berlino, 14 marzo 1891) è stato un politico tedesco, esponente di spicco del partito centrista cattolico Deutsche Zentrumspartei ed oppositore del cancelliere del Reich Otto von Bismarck durante l'unificazione della Germania e il Kulturkampf.

## Biografia
Windthorst nacque nel maniero di Kaldenhof, in quella che oggi è la cittadina di Ostercappeln, nel territorio dell'ex principato vescovile di Osnabrück, secolarizzato nel 1803 sotto l'elettorato di Hannover. La sua famiglia era cattolica ed aveva in passato servito in ruoli d'importanza i vescovi-principi. Suo padre morì nel 1822, quando Ludwig aveva dieci anni. Studiò presso il Gymnasium Carolinum di Osnabrück e dal 1830 studiò legge alle università di Gottinga e Heidelberg. Influenzato da ideali liberalisti nel periodo del Vormärz e dal teologo Georg Hermes, Windthorst unì la sua fede cattolica agli ideali di lotta per la libertà, per i diritti civili e l'unità nazionale.

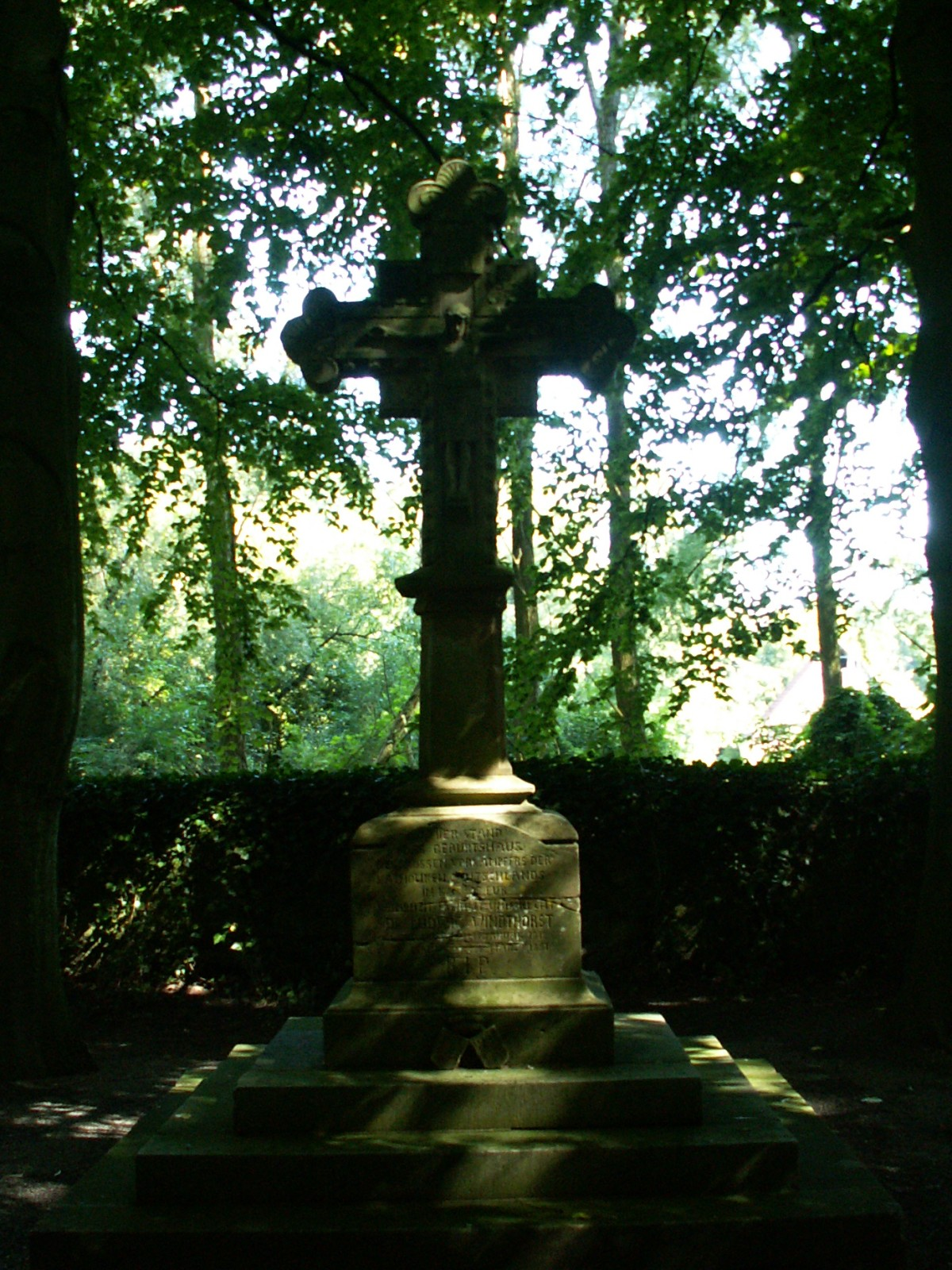
Monumento a Windthorst a Kaldenhof

Nel 1836, Windthorst aprì un suo studio legale a Osnabrück: la sua abilità gli conferì presto grande popolarità, tanto che nel 1842 divenne presidente del consiglio cittadino dei cattolici. Anche se in condizioni di inferiorità sociale, i cattolici erano rimasti fedeli alla Casa di Hannover nell'insurrezione di Gottinga del 1837 contro il re Ernesto Augusto I, e per questo, nel 1848, Windthorst divenne giudice della suprema corte d'appello (Oberappellationsgericht) di Celle in rappresentanza del regno di Hannover. La rivoluzione del marzo 1848 gli aprì - come per molti suoi contemporanei - la strada per la vita pubblica, e sebbene avesse mancato l'elezione al parlamento di Francoforte, fu eletto alla camera bassa del parlamento di Hannover nel 1849. Si schierò con il cosiddetto partito della Grande Germania, opponendosi alla ricostituzione della confederazione germanica sotto la guida della Prussia. Combatté contro le opposizioni liberali e democratiche e contro la secolarizzazione dell'istruzione.
Nel 1851 divenne presidente del parlamento, poi ministro di giustizia, primo cattolico a ricoprire un così alto ufficio nel regno di Hannover. Promosse un'importante riforma della giustizia - già da tempo in preparazione - ma fu poi costretto a dimettersi per la sua opposizione al ripristino dei privilegi dell'aristocrazia, riprendendo la carica nel 1862, per poi lasciarla di nuovo allorché il re non approvò alcune riforme in materia finanziaria. Windthorst rimase neutrale durante la guerra austro-prussiana; contrariamente al parere di tanti suoi amici, dopo l'annessione di Hannover alla Prussia, accettò il "fatto compiuto" e fu eletto al parlamento prussiano e alla dieta della Germania settentrionale.
A Berlino trovò terreno fertile per le sue abilità politiche. Rappresentò il suo re in esilio nei negoziati col governo prussiano riguardo al destino dei possedimenti di costui, opponendosi al loro sequestro, ed entrando così in conflitto con Otto von Bismarck. Fu riconosciuto come leader della fazione pro-Hannover e degli oppositori della rivoluzione. Ebbe un ruolo determinante nella costituzione del Partito di Centro Tedesco nel 1870–1871, pur non entrandone a far parte, giacché riteneva che la sua posizione in favore della casata di Hannover avrebbe causato dissidi. Saranno poi i membri stessi del partito a chiedergli di aderire.

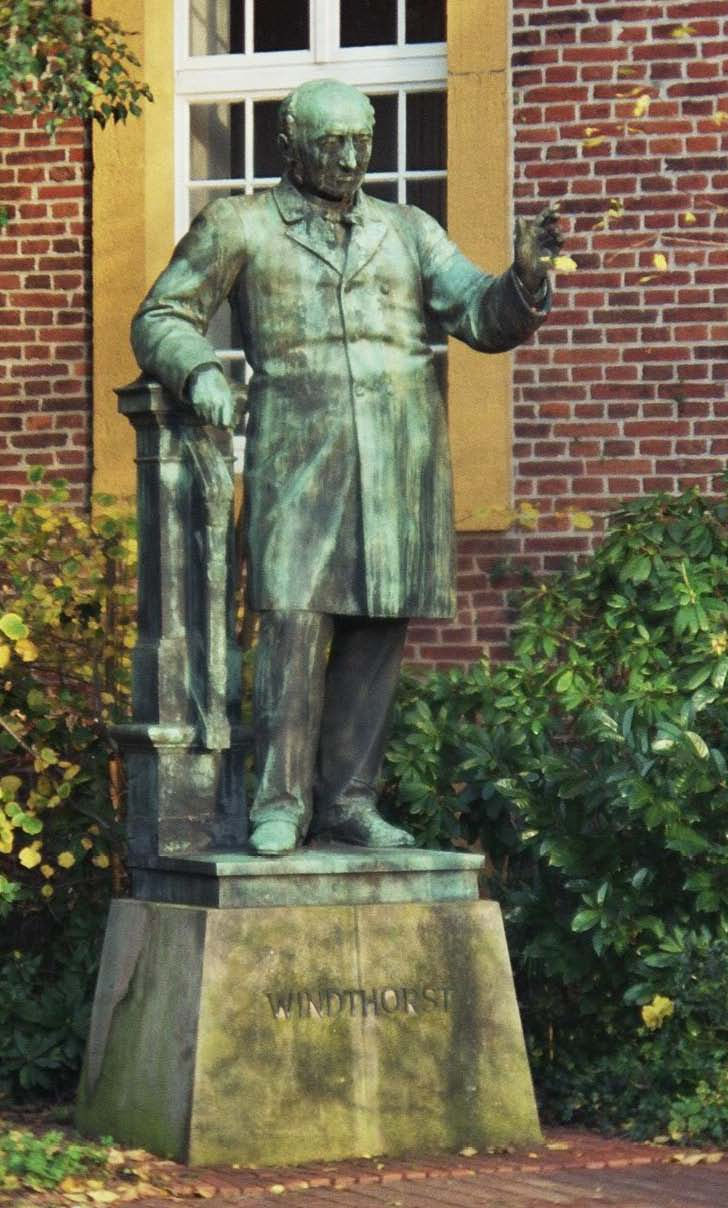
Memoriale alla scuola di Meppen.

Alla morte di Hermann von Mallinckrodt (1821–1874), Windthorst divenne leader del partito, carica che ricoprì fino alla morte. Sotto la sua guida, a dispetto dei dissidi col governo prussiano, il movimento crebbe considerevolmente, ampliando la sua base di consenso. In veste di leader centrista, entrò presto in contrasto col cancelliere Bismarck, che personalmente attuò una campagna diffamatoria contro la sua persona, tentando di emarginarlo dal suo stesso partito. Dal canto suo, Windthorst fu tra i più aspri critici delle politiche bismarckiane, specie nel periodo del Kulturkampf. Il cambio della politica del cancelliere, nel 1879, fece mutare radicalmente la situazione: Windthorst si riconciliò con Bismarck e fu sovente ospite a casa sua.
Dinnanzi alla crescita nell'opinione pubblica del sentimento antigiudaico, si schierò apertamente in favore degli ebrei ed espulse dal suo partito tutti gli antisemiti.
Nel 1887, papa Leone XIII chiese a Windthorst di supportare il programma militare di Bismarck, per ottenere un miglioramento delle condizioni del cattolicesimo in Germania. Windthorst si prese la responsabilità di tenere il resto del partito all'oscuro di ciò e disobbedì alle istruzioni. In un'assemblea a Colonia nel marzo 1887, difese la sua azione e proclamò l'autonomia decisionale del partito in ambiti prettamente politici. Successivamente supportò Bismarck nella sua riforma sociale, e in quanto leader del partito maggioritario del Reichstag, continuò ad influenzare l'attività del governo anche dopo l'uscita di scena di Bismarck. Fu in buone relazioni con l'imperatore Guglielmo II e, nel 1891, con il respingimento in Parlamento della riforma scolastica, spinse alle dimissioni il cancelliere Heinrich von Gossler. Questo fu il suo ultimo successo politico: pochi giorni dopo, il 14 marzo 1891, morì a Berlino.
Fu sepolto nella Marienkirche di Hannover. Al suo funerale partecipò il gotha dell'aristocrazia e dell'alta società tedesca, a riprova del suo altissimo profilo come uomo politico. Windthorst fu uno dei più grandi ed illustri leader politici tedeschi di sempre: pochi eguagliarono la sua abilità nel dibattere e la sua efficientissima memoria, con cui suppliva al suo visus limitato. La sua sfortuna fu quella di passare buona parte della sua vita politica all'opposizione, non avendo quindi l'opportunità di dimostrare la sua abilità come amministratore pubblico. Fu popolarissimo tra i cattolici tedeschi, ma spesso avverso agli ecclesiastici: si oppose infatti alle riforme del Concilio Vaticano I, ma cedette ad esse allorché furono approvate. Uomo molto alla mano, per nulla arrogante o pomposo, a causa della sua bassa statura fu spesso appellato con l'epiteto "die kleine Excellenz" ("vostra piccola Eccellenza"). Si sposò nel 1839 ed ebbe tre figli, di cui due morirono prima di lui; sua moglie gli sopravvisse solo di qualche mese.
Tra il 1901 e il 1902 fu pubblicata una raccolta di suoi discorsi scelti (Ausgewählte Reden) in tre volumi.